# Einzug des Gesandten Jerzy Ossoliński in Rom im Jahre 1633
Einzug des Gesandten Jerzy Ossoliński in Rom im Jahre 1633 ist ein Ölgemälde des „Canaletto“ genannten Malers Bernardo Bellotto, das dieser im Jahre 1779 in Warschau gemalt hat. Seit 1947 befindet es sich im Nationalmuseum Breslau.

## Bildbeschreibung
Das Bild zeigt den Einzug des Gesandten der Adelsrepublik Polen-Litauen Jerzy Ossoliński im Jahr 1633 in Rom. Das Gemälde wurde von Joseph Maximilian Ossolinski 1779 in Auftrag gegeben, ebenfalls Repräsentant des Hauses Ossoliński und Nachfahre von Jerzy Ossoliński. Jerzy Ossolińskis Gesandtschaft an den Hof von Papst Urban VIII. hatte den Zweck, dem Papst zu versichern, dass in Polen-Litauen die Gegenreformation unter König Sigismund III. Wasa gesiegt hatte. Canaletto war zu dieser Zeit Hofmaler des letzten polnischen Königs Stanislaus August Poniatowski, nahm jedoch auch private Aufträge an. Canaletto kannte wahrscheinlich das Gemälde mit dem gleichen Titel von Stefano della Bella aus dem Jahr 1643 sowie das Gemälde Einzug des Fürsten Michael Kasimir Radziwiłł in Rom im Jahre 1680 von Pieter van Bloemen, an denen er sich orientierte. Nach dem Übergang Schlesiens an Polen infolge des Zweiten Weltkriegs gelangte das Gemälde 1947 nach Breslau.